# سليم (ولاية المسيلة)
بلدية سليم: هي بلدية في ولاية المسيلة بلغ عدد سكانها 5348 نسمة عام 2008.

## الموقع الجغرافي
تبعد عن مقر الولاية حوالي 180 كلم وحوالي 65 كلم عن مدينة بوسعادة و55 كلم عن مقر ولاية الجلفة تبلغ مساحتها حوالي 125كلم مربع يحدها شمالا بوسعادة إضافة إلى بلدية الهامل وجبل امساعد اما غربا بلدية امجدل.من الجنوب تحدها بلدية الجلفة.